# Konya (circonscription électorale)
La circonscription électorale de Konya correspond à la province du même nom et envoie 15 députés à la Grande assemblée nationale de Turquie (14 entre 2011 et 2018).

## Composition
La circonscription de Konya est divisée en 31 districts (ilçe). Chaque district est composé d'un chef-lieu et de municipalités (communes et villages).

## Résultats électoraux

### Élections législatives de 2018
| Partis                   | Partis                                        | Voix      | %     | Sièges | +/-           | Élus |
| ------------------------ | --------------------------------------------- | --------- | ----- | ------ | ------------- | --- |
|                          | Parti de la justice et du développement (AKP) | 804 146   | 59,41 | 10     | 2             | Ahmet Sorgun, Tahir Akyürek, Orhan Erdem, Leyla Şahin Usta, Ziya Altunyaldız, Hacı Ahmet Özdemir, Gülay Samancı, Abdullah Ağralı, Selman Özboyacı et Halil Etyemez |
|                          | Parti d'action nationaliste (MHP)             | 209 722   | 15,49 | 2      | 1             | Mustafa Kalaycı et Esin Kara |
|                          | Parti républicain du peuple (CHP)             | 130 962   | 9,68  | 2      | 1             | Abdullatif Şener et Abdulkadir Karaduman |
|                          | Le Bon Parti (İYİ)                            | 121 356   | 8,97  | 1      | Nv.           | Fahrettin Yokuş |
|                          | Parti démocratique des peuples (HDP)          | 50 266    | 3,71  | 0      | en stagnation | |
|                          | Parti de la félicité (SP)                     | 31 614    | 2,33  | 0      | en stagnation | |
|                          | Parti de la cause libre (HÜDA PAR)            | 2 838     | 0,21  | 0      | en stagnation | |
|                          | Parti patriote (VATAN)                        | 2 105     | 0,16  | 0      | en stagnation | |
|                          | Indépendants (Ind.)                           | 596       | 0,04  | 0      | en stagnation | |
|                          |                                               |           |       |        |               | |
| Total                    | Total                                         | 1 353 605 | 100   | 15     | 1             | - |
| Inscrits / participation | Inscrits / participation                      | 1 505 540 | 89,13 |        |               | |

### Élections législatives de 2023
| Partis                   | Partis                                        | Voix      | %     | Sièges | +/-           | Élus |
| ------------------------ | --------------------------------------------- | --------- | ----- | ------ | ------------- | --- |
|                          | Parti de la justice et du développement (AKP) | 702 348   | 47,95 | 9      | 1             | Tahir Akyürek, Orkan Erdem, Selman Özboyacı, Meryem Göka, Abdullah Ağralı, Mehmet Baykan, Ziya Altunyaldız, Latif Selvi et Mustafa Hakan Özer |
|                          | Parti d'action nationaliste (MHP)             | 209 563   | 14,31 | 2      | en stagnation | Mustafa Kalaycı et Konur Alp Koçak |
|                          | Parti républicain du peuple (CHP)             | 200 427   | 13,68 | 2      | en stagnation | Barış Bektaş et Hasan Ekici |
|                          | Le Bon Parti (İYİ)                            | 126 898   | 8,66  | 1      | en stagnation | Ünal Karaman |
|                          | Nouveau parti de la prospérité (YRP)          | 74 198    | 5,07  | 1      | Nv.           | Ali Yüksel |
|                          | Parti de la victoire (ZP)                     | 42 981    | 2,93  | 0      | Nv.           | |
|                          | Parti de la gauche verte (YSP)                | 41 036    | 2,80  | 0      | en stagnation | |
|                          | Parti de la grande unité (BBP)                | 29 325    | 2,00  | 0      | en stagnation | |
|                          | Parti de la patrie (M)                        | 12 971    | 0,89  | 0      | Nv.           | |
|                          | Parti des travailleurs de Turquie (TIP)       | 5 987     | 0,41  | 0      | en stagnation | |
|                          | Parti de la justice (AP)                      | 5 192     | 0,35  | 0      | Nv.           | |
|                          | Parti de la mère patrie (ANAP)                | 2 535     | 0,17  | 0      | en stagnation | |
|                          | Parti de la nation (MP)                       | 1 654     | 0,11  | 0      | en stagnation | |
|                          | Parti de gauche (SOL)                         | 1 122     | 0,08  | 0      | en stagnation | |
|                          | Parti des droits et libertés (HAK)            | 1 070     | 0,07  | 0      | en stagnation | |
|                          | Parti de libération du peuple (HKP)           | 952       | 0,06  | 0      | en stagnation | |
|                          | Parti communiste de Turquie (TKP)             | 890       | 0,06  | 0      | en stagnation | |
|                          | Parti patriote (VATAN)                        | 863       | 0,06  | 0      | en stagnation | |
|                          | Parti de l'union du pouvoir (GBP)             | 702       | 0,05  | 0      | Nv.           | |
|                          | Mouvement communiste (TKH)                    | 291       | 0,02  | 0      | Nv.           | |
|                          | Parti de la justice et de l'unité (AB)        | 65        | 0,00  | 0      | Nv.           | |
|                          | Parti jeune (GP)                              | 53        | 0,00  | 0      | en stagnation | |
|                          | Parti de la route nationale (MYP)             | 8         | 0,00  | 0      | Nv.           | |
|                          | Parti de l'innovation (YP)                    | 4         | 0,00  | 0      | Nv.           | |
|                          | Indépendants (Ind.)                           | 3 570     | 0,24  | 0      | en stagnation | |
|                          |                                               |           |       |        |               | |
| Total                    | Total                                         | 1 464 705 | 100   | 15     | en stagnation | - |
| Inscrits / participation | Inscrits / participation                      | 1 630 438 | 89,17 |        |               | |

## Autres députés notables
- Ve législature (1935-1940) : Bahire Bediş Morova Aydilek (CHP) ;
- VIe législature et VIIe législature (1943-1950) : Sadi Irmak (CHP).